# Погосян Сурен Амбарцумович
Сурен Амбарцумович Погося́н (вірм. Սուրեն Պողոսյան; 23 грудня 1908, Верхній Кармір Ахбюр — 21 листопада 1988, Єреван) — радянський вчений в галузі генетики і селекції сільськогосподарських культур, зокрема виноградної лози. Доктор сільськогосподарських наук з 1954 року, професор з 1963 року, член-кореспондент ВАСГНІЛ з 1956 року, член-кореспондент Італійської академії винограду і вина з 1968 року.

## Біографія
Народився 23 грудня 1908 року в селі Верхній Кармір Ахбюр (тепер марз Тавуш, Вірменія). 1931 року закінчив Московську сільськогосподарську академію імені К. А. Тімірязєва. У 1931—1936 роках працював старшим агрономом в радгоспах Держрадгосптресту. У 1936—1938 роках навчався в аспірантурі. З 1936 ро 1938 рік — старший науковий співробітник, а з 1939 по 1941 рік завідувач сектору генетики рослин Вірменського філії Біологічного інституту АН СРСР. З 1941 по 1944 рік брав участь у Другій світовій війні. У 1944—1948 роках завідувач сектору приватної генетики рослин Інституту генетики рослин АН Вірменської РСР, у 1948—1953 роках завідувач, з 1953 року старший науковий співробітник сектору селекції винограду Інституту виноробства і виноградарства АН Вірменської РСР. У 1953—1988 роках завідувач відділу селекції винограду і ампелографії Науково-дослідного інституту виноградарства, виноробства та плодівництва Міністерства сільського господарства Вірменської РСР. У 1962—1982 роках — голова секції виноградарства Відділення рослинництва і селекції ВАСГНІЛ.
Помер в Єревані 21 листопада 1988 року.

## Наукова діяльність
Наукові дослідження присвячені генетиці і селекції пшениці, томату і виноградної лози. Засновник наукової селекції виноградної лози в Вірменії. На багатому створеному ним селекційному фонді розробив принципи підбору батьківських пар в селекції столового винограду на крупноягідність, транспортабельність, високу живильну цінність, а технічного винограду на високу цукристість і інтенсивне забарвлення ягід, встановив комбінаційну здатність сортів, які забезпечують найбільшу ефективність у вирішенні селекційних завдань.
Розробив новий підхід до підбору пар в селекції на морозостійкість при міжвидовій гібридизації і всередині виду Vitis vinifera. Вченим особисто і в співавторстві виведені 31 сорт столового і 69 сортів технічного винограду, в тому числі 32 — морозостійких, що витримують температури до -26 -30 °С. Із загальної кількості нових сортів 22 районовані і впроваджені у Вірменській РСР, 2 — в Одеській області УРСР і Чуйської долині Киргизької РСР. Автор 2-х монографій, понад 220 наукових статей і 22 винаходів. Під його керівництвом і при його участі складені і видані 2-й і 3-й томи «Ампелографії Вірменської РСР». Серед робіт:
- О природе семенных растений стародавних сортов корнесобственного винограда и их гибридов / Ин-т виноградарства и виноделия АН Арм, ССР. — Ереван: Изд-во АН Арм. ССР, 1955. — 200 с;
- Европейские сорта винограда как исходный материал для селекции на морозостойкость // Докл. ВАСХНИЛ. 1965. № 9. С. 9–13;
- Гетерозис винограда по содержанию сахаров и красящих веществ в ягодах / співавтори: Г. А. Мелян, М. В. Мелконян // Вестн. с.-х. науки. 1977. № 6. C. 106—112.
- Селекция столовых и технических сортов винограда / співавтор: С. С. Хачатрян. — Ереван: Айастан, 1983. — 199 c.
- О научных основах селекции столового винограда / співавтор: С. С. Хачатрян // Новое в развитии виноградарства АрмССР в свете задач Прод. прогр. Ереван, 1987. С. 13-20.

## Відзнаки

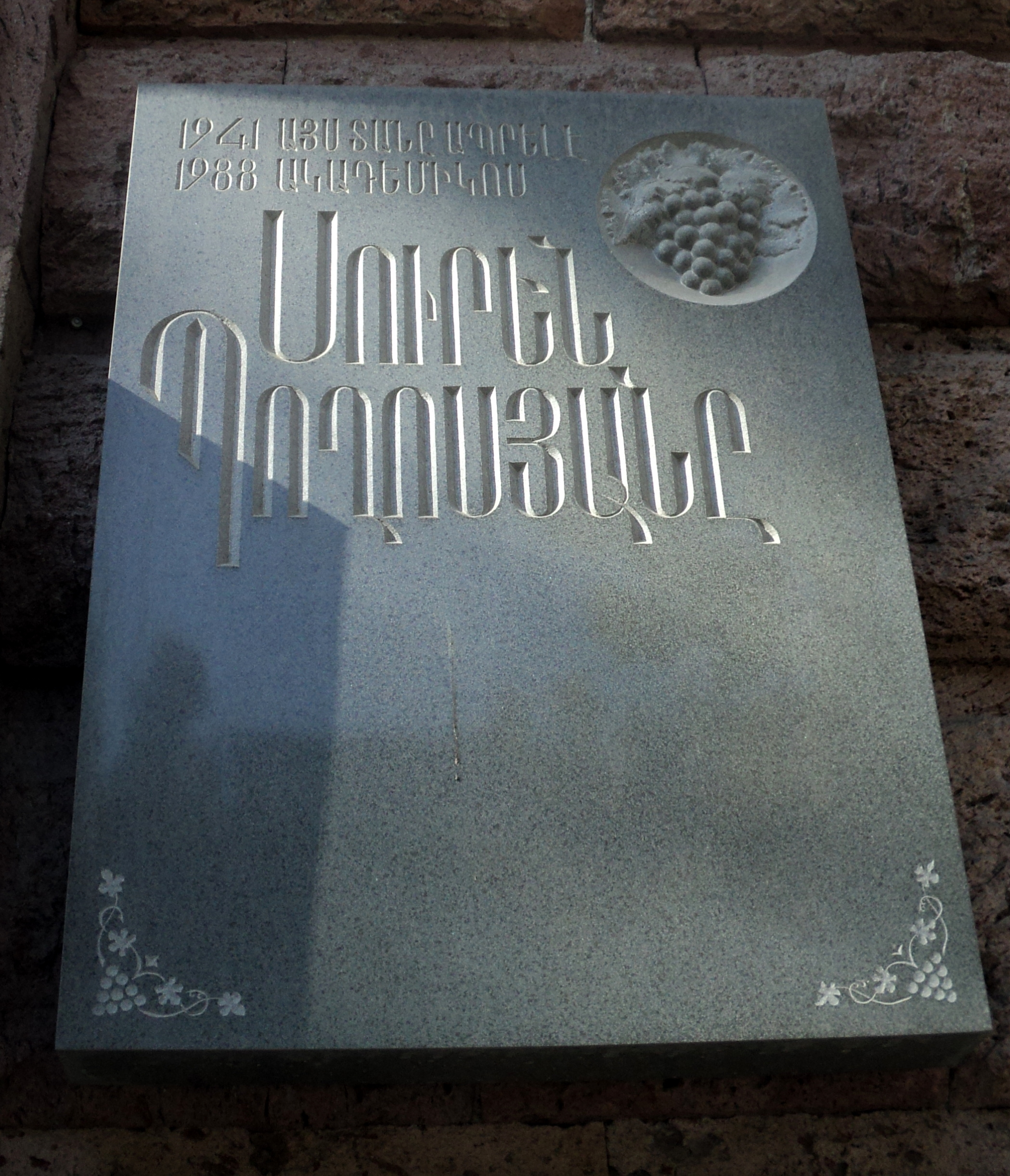
Меморіальна дошка в Єревані

- Заслужений діяч науки Вірменської РСР (з 1961 року);
- нагороджений:
  - орденами Леніна (1966), Вітчизняної війни II ступеня (20 жовтня 1987)[3];
  - 3 медалями СРСР;
  - Золотою медаллю імені І. В. Мічуріна;
  - знаком «Кращий винахідник сільського господарства СРСР» (1984)[2].